# K-STAR
K-STAR(케이스타)는 대한민국의 초록뱀미디어가 운영하는 연예 전문 유료방송 채널이다. 주로 각종 연예뉴스 및 연예정보를 제공하고 있다. 2010년 1월 18일부터는 주력프로인 "스타뉴스"를 포함하여 일부 프로그램을 HD로 방송하기 시작했다.
2015년 5월 4일부터 채널명을 Y-STAR에서 K-STAR로 변경했으며, 슬로건은 K Holic이다.

## 경력
- 1995년 12월 1일: 문화예술 케이블채널 A&C 코오롱(채널 37) 개국
- 1999년 2월 1일: 예술영화TV로 채널명 변경
- 2002년 2월 1일: 영화정보 전문채널 무비플러스로 채널명 및 장르 변경
- 2004년 12월 10일: 연예뉴스 채널 YTN STAR로 채널명 및 장르 변경
- 2009년 4월 13일: Y-STAR로 채널명 변경
- 2010년 1월 18일: HD방송 개시
- 2015년 5월 4일: K-STAR로 채널명 변경
- 2021년 8월 20일: K-STAR iHQ에서 전 사업자 인수 매각
- 2024년 6월 10일: 위라이크 초록뱀미디어에서 운영

## 전회사
- 문화예술 A&C 코오롱 개국
- 예술영화TV 변경
- 무비플러스 변경
- YTN STAR 변경
- Y-STAR 변경
- iHQ 전 사업자 운영

## 프로그램
- 서세원의 生쇼[2]
- 식신로드
- 맛있는 녀석들
- 포미닛의 비디오
- 진짜 뷰티
- 제철 요리해 주는 옆집누나